# Harm van den Dorpel
Harm van den Dorpel (Zaandam, 1981) is een Nederlandse conceptueel kunstenaar die woont en werkt in Berlijn. Van den Dorpels artistieke praktijk omvat het creëren van sculptuur, collage, computeranimatie, computer gegenereerde grafische afbeeldingen en interaction design. Hij wordt beschouwd als een sleutelfiguur in post-internet kunst.

## Artistieke praktijk
In zijn werk onderzoekt Van den Dorpel hoe algoritmes digitale archieven kunnen analyseren en de kunstenaar kunnen helpen bij het nemen van esthetische beslissingen. Dit leidt op het gebied van creatie tot een symbiose tussen mens en machine. Van den Dorpel maakt gebruik van computerprogrammering om te reflecteren op traditionele noties in de kunst, zoals het gebruik van intuïtie en expressie. Conclusies uit dit onderzoek verwerkt Van den Dorpel in de productie van nieuw werk. Van den Dorpels uiteindelijke doel is om de redeneerstructuur van zijn eigen bewustzijn, associaties en veronderstellingen bloot te leggen. Hij baseert zich hierbij op ideeën uit de psychoanalyse, het gedachtegoed van Jacques Derrida en kunstmatige intelligentie.
Het werk van Van den Dorpel is internationaal tentoongesteld in Duitsland, de Verenigde Staten, Italië, het Verenigd Koninkrijk en Nederland. Museale tentoonstellingen had Van den Dorpel onder meer in Museum Kurhaus Kleve, New Museum in  New York, het Ullens Centrum voor Hedendaagse Kunst in Peking, China, het Museum voor Moderne Kunst in Warschau en het Nederlands Instituut voor Mediakunst, Amsterdam. In 2015 verwierf het MAK museum in Wenen Van den Dorpels werk Event Listeners en werd daarmee het eerste museum dat een kunstwerk met bitcoins kocht.
Harm van den Dorpel wordt vertegenwoordigd door American Medium in New York en Upstream Gallery in Amsterdam. Eerder werd Van den Dorpel vertegenwoordigd door Neumeister Bar-Am in Berlijn, tot de galerie in 2017 werd gesloten.

## Overige activiteiten
Tussen 2006 en 2010 was Harm van den Dorpel docent creative programming en interaction design aan privé-opleidingen en aan de Gerrit Rietveld Academie in Amsterdam.
Harm van den Dorpel is mede-oprichter van Left Gallery, een galerie die downloadbare objecten produceert en verkoopt. Het eigendom van deze objecten wordt opgeslagen in een blockchain. Left Gallery werd geopend in 2015.

## Tentoonstellingen (selectie)

### 2020
Stedelijk Museum Amsterdam collection presentation
Upstream Focus - Harm van den Dorpel, Upstream Gallery Amsterdam

### 2019
Lexachast, ICA, Londen
Art FWRD: On Technology, VondelCS, Amsterdam
Automat Und Mensch, Kate Vass Gallery, Zürich
Uninnocent Bystander, Lehmann + Silva, Porto
Left gallery at Stroom, Den Haag
Vertiginous Data, National Museum of Modern and Contemporary Art, Seoul Notes on Objects, Narrative Projects, Londen
Art Rotterdam, with Upstream Gallery, Rotterdam

### 2018
Pattern and Presence, Upstream Gallery, Amsterdam (solo)
Perfect & Priceless - value systems on the blockchain, Kate Vass Galerie, Zürich; Berlin Zentrum der Netzkunst - Damals und Heute, Panke Gallery, Berlijn
Proof of Work, Schinkel Pavillon, Berlijn
E-state Realisms, ArtCenter/South Florida, Miami
I was raised on the internet, Museum of Contemporary Art, Chicago
Live and Let Live, Upstream Gallery, Amsterdam

### 2017
Asking for a friend, Narrative Projects, Londen (solo) Post Fail, Fotomuseum Winterthur
Open Codes, ZKM Karlsruhe
Immortalism, Kunstverein Freiburg
Wild Flowers (wildness is contextual!), Narrative Projects, Londen
New Dawn, Neumeister Bar-Am, Berlijn
Site Visit, Kunstverein Freiburg
Shifting Optics IV, Upstream Gallery, Amsterdam
Lexachast (performance with Bill Kouligas and Amnesia Scanner), Transmediale, Haus der Kulturen der Welt, Berlijn

### 2016
Death Imitates Language, Neumeister Bar-Am, Berlijn (solo)
ICA Associates: PAN Presents (...) (performance lecture), ICA, Londen
Wer nicht denken will, fliegt raus, Museum Kurhaus, Kleve, Germany Drawing After Digital, XPO Studio, Parijs

### 2015
IOU, Narrative Projects, Londen (solo) Loomer, Young Projects, Los Angeles (solo)
Ambiguity points to the mystery of all revealing, Neumeister Bar-Am, Berlijn (solo)
Just-in-Time, American Medium, New York (solo)
Hecker Leckey Sound Voice Chimera, MoMa PS1, NYC
The vertebral Silence, Lucia Diego Gallery, Londen
Politics are Personal, Exo Exo, Parijs
Little Strokes Fell Great Oaks, Lord Ludd, Philadelphia
24/7: the human condition, Vienna Biennale 2015, MAK, Vienna Inflected Objects, Swiss Institute, Milaan
Shifting Optics, Upstream Gallery, Amsterdam

### 2014
Online solo exhibition at The Composing Rooms, Berlijn (solo)
Liminal Sunday, group exhibition at Satellite Space, Los Angeles
Collecting Mode, group exhibition at Neumeister Bar-Am, Berlijn
The Moving Museum, Istanboel
Unoriginal Genius, group exhibition at Carrol / Fletcher, Londen
Private Settings (commissioned sculpture), Museum of Modern Art, Warschau
Residency and exhibition, The Moving Museum, Istanboel
In Its Image, American Medium, New York
Art Post-Internet, Ullens Center for Contemporary Art, Peking
Surplus Living, KM Temporaer, Berlijn
The New Beauty of Our Modern Life, Higher Pictures, New York
They Live, online exhibition, Shanaynay, Parijs
Driving Fast Nowhere, Polansky Gallery, Praag

### 2013
Release Early, Release Often, Delegate Everything You Can, be Open to the Point of Promiscuity, Abrons Art Center, New York

### 2012
About, Wilkinson Gallery, Londen
The Mews Project Space, Londen